# Línea 29C (TUZSA)
La línea 29C fue una línea regular diurna de los Transportes Urbanos de Zaragoza (TUZSA). Realizaba el recorrido comprendido entre el barrio de Picarral y el Camino de las Torres de la ciudad de Zaragoza (España). Fue inaugurada en el año 1998 y clausurada en el año 2002. Se creó para dar cobertura a calles como Salvador Allende, Marqués de la Cadena y reforzar la 29. Más tarde se sustituyó por líneas como la 29, 44, la 50, la Ci1 y la Ci2.